# Lionel Poilâne
Lionel Poilâne (París, 10 de junio de 1945-Cancale, 31 de octubre de 2002) fue un panadero francés de renombre internacional. Fue hermano de Max Poilâne, también panadero.

## Biografía
Su padre, Pierre Léon Poilâne (1909-1993), fue maestro panadero en Normandía. Es el más pequeño de tres hermanos, junto con Madeleine y Max Poilâne. A principios de la década de 1930, se mudó a París y abrió una panadería en la Rue du Cherche-Midi, nº 8. Allí promociona su miche Poilâne, un tipo de hogaza francesa redonda (miche) con una miga grisácea, que pesa alrededor de 1,9 kg. La receta data de, por lo menos, 1932. Se inspiró en sus experiencias y aprendizajes en la frontera italiana durante la Primera Guerra Mundial. Después, prefirió usar pan rallado blanco por considerarlo «más limpio». Negándose a ceder a la moda de la época, Pierre-Léon había decidido seguir utilizando el método tradicional: utilizar harina de trigo molida a la piedra y no en cilindro, para obtener un pan de masa madre mucho más rico en nutrientes, el germen del cereal que se conserva.
El negocio de Poilâne creció y comenzó a abastecer bistrós, queserías y restaurantes. Era la época del cartel «Aquí, Pain Poilâne, hecha con masa madre, cocida en leña, con harina molida a la piedra».
Lionel y Max crecieron en la tienda de la rue du Cherche-Midi, luego en la abierta en el boulevard de Grenelle. Lionel soñaba con ser aviador; sin embargo, al igual que su hermano, al salir muy temprano de la escuela, inmediatamente se ensuciaba las manos, literalmente, ya que comenzó su aprendizaje a los 14 años. Los dos hermanos fueron formados por su padre, quien les hizo conscientes de lo que, según él, constituía «el sabor del pan de verdad». La panadería Poilâne disfrutó así de un éxito creciente, hasta que se convirtió en un nombre familiar en la década de 1960 en Saint-Germain-des- Prés.
Lionel desarrolla la pequeña empresa familiar. En 1974, Lionel patentó la marca Poilâne bajo su propio nombre. Dos años más tarde, Max fundaría entonces la empresa Max Poîlane. Fue el inicio de una larga rivalidad entre ambos hermanos, acompañada de procesos judiciales por las condiciones de uso de su apellido.
La creciente notoriedad del pan Poilâne, particularmente en el mundo anglosajón y Asia, le permitió construir una sólida red de distribución. En la década de 1980 estableció una fábrica en Bièvres, a las afueras del área de París, y posteriormente instaló otra en Londres, en el año 2000. Hoy, la fábrica de Bièvres produce varias toneladas de bolas de Poilâne al día.
Lionel Poilâne murió prematuramente el 31 de octubre de 2002 en un accidente de helicóptero. Atrapado por una densa niebla frente a Cancale, Bretaña, el Agusta A109 que pilotaba se estrelló contra el mar, a unos cientos de metros de su propiedad, el Rimains Island llevándose en su caída al panadero y a su esposa, Iréna 'Ibu', escultora y diseñadora de joyas. El señor Poilâne fue un piloto experimentado, y presidente de la Agrupación Francesa del Helicóptero. A la muerte de Lionel Poilâne, Apollonia, su hija mayor de tan solo 18 años, asumió la dirección de la empresa.

## Publicaciones
- 1981: Guide de l'amateur de pain (en francés). París: Éditions Robert Laffont. ISBN 2-221-50307-4.
  - reed. 1994 ISBN 2-221-08030-0
- 1982: Faire son pain (en francés). París: Dessain et Tolra. ISBN 2-249-22535-4.
- 1985: Pain, cuisine et gourmandises (en francés). París. ISBN 2-226-02323-2. (coautor)
- 1989: Le Guide Poilâne des traditions vivantes et marchandes (en francés). París: Éditions Robert Laffont. ISBN 2-221-05862-3.
- 1998: Guide Poilâne des mille artisans : Des métiers du papier, du tissu, du bois, du métal, etc. (en francés). París: Le Cherche midi. ISBN 2-86274-560-X.
- 1999: Les Meilleures Tartines de Lionel Poilâne (en francés). París: Grancher. ISBN 2-7339-0647-X.
- 2001: Les Meilleures Tartines sucrées de Lionel Poilâne (en francés). París: Grancher. ISBN 2-7339-0726-3.
  - reed. 2002 ISBN 2-253-16597-2
- 2005: Le Pain par Poilâne, avec Apollonia Poilâne (en francés). París: Le Cherche midi. ISBN 2-7491-0143-3.

## Méritos
- Premio Renaissance de l'économie, 1994[6]
- Caballero de la Orden Nacional del Mérito